# 菲律賓政治
菲律宾共和国是一个共和制国家。实行三權分立的总统制。总统是国家元首、政府首脑兼武装部队总司令。
菲律賓國會由參議院與眾議院兩院組成。參院24席，任期六年，連選得連任一次。參議員是由全國普選選出，每三年改選半數。眾議院274席，任期是三年，得連選連任兩次，其中222席由公民直選，其餘52席由各黨派席次比率推舉。司法機關由最高法院、上訴法院、地方法院、廉政法院及伊斯蘭教法院組成。

## 宪法
菲律宾1987年宪法恢复了1935年宪法中所规定的美国式三权分立政治体制，即总统行使行政权；立法机关由两院制的国会组成，行使立法权，司法机构行使独立的司法权。
1987年2月2日，菲律宾就新宪法举行全民投票，结果以76%的支持率通过了新宪法。
新宪法规定，国家主权属于人民，政府的一切权力来自人民；国家政策的基本原则是制止战争，人民的权力高于一切；菲律宾政府遵循国家根本利益的原则，坚持不懈地奉行独立自主的外交政策；确保社会正义并完全尊重人权；诚实而正直地服务于大众；规定地方政府具有自治权，以及保护家庭，促进教育、文艺、体育、私营事业、农村和城市改革的发展，保证妇女、青少年、城市平民和少数民族的权利。实行行政、立法、司法三权分立政体。总统拥有行政权，由选民直接选举产生，任期6年不得连任；总统直系亲属不得担任政府重要职务。总统无权实施戒严法，无权解散国会，不得任意拘捕反对派；禁止军人干预政治；保障人权，取消个人独裁统治。
军队不得参政，不得支持任何政党；对美国的军事基地维持到1991年协议期满后由公民投票决定是否再延长；明确规定菲实行经济开放政策，鼓励外资进入，鼓励和负责实行公正的土地分配；规定要将穆斯林聚居的棉兰老和北吕宋科迪勒拉地区划为特别自治区。国会由参议院和众议院组成，参议院有24名议员，由全国选民投票选出，众议院由250名众议员组成，其中200名由各地区选民投票选出，25名由参选获胜政党委派，其余25名由总统任命。
新宪法规定以下三种情况可对宪法进行修改:
- (1)经由四分之三的国会议员投票赞成；
- (2)宪法大会提出修宪建议；
- (3)经由12%的全体选民提交修宪请愿书，且每个选区的选民人数必须超过3%。

在第一、二种情况下，任何对宪法的补充案或修正案在国会批准之后，必须不得早于60天和迟于90天付诸全民公决，多数赞成即生效；在第三种情况下，当选举委员会对请愿书的合法性予以确认之后，该修正案须在相同时间内付诸全民公决。

## 国会
根据菲律宾的1987年宪法，菲律宾议会由参议院和众议院两部分组成，共321名议员。参议院由24名议员组成，由全国直接选举产生，任期6年，每3年改选二分之一，可连任两届。
参议员必须是在菲律宾本土出生、年龄在35岁以上、在其选区内已登记的非文盲公民，且在选举前已在菲律宾居住两年以上。参议院设主席，由参议员选举产生。任何条约和国际协定都需经参议院全体成员三分之二的多数票通过方可生效。众议院由297名议员组成，其中200名由各省、市按人口比例分配，从全国各选区选出；25名由参选获胜政党委派，另外25名由总统任命，但不包括非宗教人士、各种社会组织(如城市贫民、农民、妇女和青年)成员及宪法认定已连任三届期满后的众议员。众议员任期3年，可连任三届。众议员必须是年龄在25岁以上、在菲律宾本土出生的非文盲公民，以及选前已在其选区内居住一年以上的已登记选民。众议院设议长，由众议员选举产生。
参、众两院各设一个选举庭，对涉及国会议员选举争议的有关问题作最后仲裁。每庭设9名成员其中3名是由菲律宾首席法官任命的最高法院法官，其余6名成员则分别由参、众两院成员中按照各党派比例选举产生。参、众两院均有立法权，但众议院拥有更大的权力，所有关于拨款、岁人、关税税率、增税、地方请援等方面的法案均由众议院起草和提出。参议院也可提出修正案。国会通过的法案，必须提交总统，经总统签署后方成为法律。如果遭到否决，法案须由国会两院复议，如果两院分别以三分之二多数重新通过，再次提交总统，总统在接到两院的法案后30天内无论签署或否决，该法案也自动称为法律，总统无权再加以否决。
国会是菲律宾的最高立法机构。其主要职权是：
制定法律；选举议长、内阁总理；决定对外宣战或媾和；检举违宪事件和弹劾违法官员。国会三分之二多数赞成即可宣布战争状态。在战时和紧急状态下，国会可以暂时授权总统行使必要的权力，实行某一公开宣布的政策。总统、副总统、最高法院法官、宪法规定的委员会成员和检察长如有违法行为，国会有权弹劾，将其免职或判罪。所有其他公职人员和雇员的免职，不需经过弹劾。提出弹劾的权力属于众议院，但参议院有审理和裁决一切弹劾案件的权力。国会在每年7月的第四个星期一召开例行年会。总统有权随时召开特别会议。
1987年宪法将国会会期延长至11个月以减少总统在国会闭会期间滥权的可能性。国会议员享有某些司法豁免权，但同时也有许多限制，全体国会议员在其任职期间的财务和收入情况必须公开，而且他们在任议员期间除担任内阁总理和阁员职务外，不得在政府和其他部门任职。不得出席司法机构或其他行政机构的听证会为他人辩护。议员在出席会议期间，不受法律干涉和逮捕。若出现需要停止或开除某一议员职务时，必须经过三分之二的议员投票同意，方可生效。
提托·苏道是当前参议院主席，和前总统格洛丽亚·马卡帕加尔-阿罗约是当前众议院的议长。

## 政府

### 总统
根据现行的1987年宪法规定，菲律宾国家行政权由总统行使总统是国家元首、政府首脑兼武装部队总司令，由全国直接选举产生，任期6年，不得连任。任何继任总统任职4年以上者都不得再次参加总统选举。副总统可以连任两届(每届6年)，由选民投票选举产生。
总统大选日为大选年5月的第二个星期一，就职日为6月30日。选举中如果出现两个相同的最高票数，则由国会投票决定当选总统、副总统者必须是原生菲律宾人，是在菲律宾居住不少于10年的已登记选民，年龄在40岁以上，有一定的文化程度。
总统有权签署法令、颁布经国会通过的国家法律；接受外国使节的国书对外代表国家；必要时召开国会特别会议；在征得国会任命委员会同意后，有权提名委任政府各部长、驻外使节、上校以上军官和宪法授权委任的其他司法、行政官员；主持内阁会议，领导各行政部门和各级政府，执行宪法和法律规定的各项任务和职责。如果总统否决一项法案，那么该法案必须再经国会以三分之二多数通过才能成为法律。
总统无权解散国会，无权实施戒严法。在遭受侵略、发生内乱时，若公共安全需要，总统可以暂时取消人身保护令并在全国和部分地区实行军事管制，但时间不超过60天。在作出决定后，总统必须亲自和书面向国会提交报告，国会例会或特别会议至少需半数以上国会议员进行联合投票，可对总统的决定予以否决。总统必须遵守国会的决议。军管法不得中止宪法的正常实施。总统有权对已经被判罪的人予以缓刑、减刑和赦免。总统又受国会、内阁和人民的监督。但内阁多数成员向参议院议长和众议院议长提出对总统不能行使其职权的书面声明时，即应由副总统代行总统职权；如总统不同意上述声明，而内阁多数成员又坚持声明，并于5日内再次重申上述声明时，国会应就此作出决定。如有三分之一以上众议员提出对总统的弹劾案，并经过参议院聆讯有三分之二参议员赞同，可对总统进行弹劾，解除总统职务或取消其担任菲律宾共和国任何职务的资格。
宪法还规定，总统、副总统在任职期间不得有其他兼职，不得从事任何营利性活动。总统任期内，其配偶及与总统有血缘关系的亲属不得充任国会各种委员会、监察署成员，以及政府机构、政府所属公司的负责人。
菲律宾的现任总统为小费迪南德·马科斯。

### 内阁
宪法规定行政权属于总统，总统、副总统和内阁组成菲律宾共和国中央政府。总统提名委任各部部长组成内阁(副总统也可被任命为内阁部长)。总统府是总统官邸和办公处，也是菲律宾中央政府的首脑机关。
中央政府的主要职权为：
实施宪法和法律；负责国家的内政、外交、国防、经济、文化和社会生活等各方面具体事务；制定和执行有关政策措施；领导政府各部门和各级地方政府工作；向国会提出议案和立法建议；任免政府官员和工作人员；指挥和控制军队、警察，维护社会秩序和国家安全。内阁设有20多个部级机构。
另外，总统国家安全顾问、总统执行秘书、总统发言人、内阁秘书也都是内阁成员。总统执行秘书为文官长，他既掌管总统府的日常事务，同时又是总统在国内事务方面的首席顾问，被戏称为“小总统”。

## 司法机构
菲律宾的司法权属最高法院和各级法院。最高法院又称大理院，由1名首席法官和14名陪审法官组成。
菲律宾最高法院和中级法院的法官都不是选举产生的，而是先由司法与律师理事会向总统推荐名单，每个空缺推荐3名候选人，经任职委员会同意后，再由总统从中挑选1人加以任命。每届任期为4年。司法与律师理事会由最高法院首席法官、司法部长，以及国会代表、律师代表法律教授、最高法院退休法官和私营部门的代表各1名组成。首席法官为该理事会当然主席，司法部长和1名国会代表为当然成员。当选的各级法官均需是在菲律宾出生的公民。最高法院法官必须年满40岁以上，曾任初级法院法官或在菲律宾从事法律工作15年以上。最高法院(包括中级法院)的法官任期可至70岁或无能力履行职务为止。菲律宾的法官都受过良好的教育，其中大多数人毕业于著名的菲律宾大学法学院，有的在担任法官之前当过政府部长或国会议员。
根据菲律宾宪法规定，最高法院是国家的最高司法机关，拥有最高司法权。最高法院下设上诉法院、地方法院和市镇法院，以及反贪污法院、税务法院等专业性法院。最高法院有如下权限:对重大案件、违宪案件、中级法院上诉案件的审理权；对国内法律的解释权；对引起争议的法律、条约、国际和行政协定或总统发布的法令、公告、命令、指示、条例的最终裁决权；对司法部门官员和职员的任命权；对中级法院及其工作者的行政监督权；对中级法院法官的处分权和解职权。最高法院有权监督一切法院及其成员。最高法院有权根据文职官员的有关法律，任命司法部门的官员和职员。最高法院受理的所有案件，必须在24个月内结案。根据宪法规定最高法院应在每次国会例会开幕后的30天内，向总统和国会提交司法工作的年度报告。

## 政党
菲律宾是亚洲最早实行政党政治的国家。自治时期为菲律宾国民党一党执政，独立前夕至1972年为国民党与自由党轮流执政，1973至1978年政党政治中断，1978年后恢复党派活动。1986年后，菲律宾的政党政治空前活跃，政党为数众多。菲律宾的政党政治虽然移植于美国，但其运作却与美国不太相同。在菲律宾，很多政党都没有自己统一的章程、明确的政治纲领和意识形态，政党组织极为松散，党内派系斗争激烈，分裂频繁。

### 主要政黨
- 人民力量黨（LAKAS-NUCD）
- 菲律賓民主黨–人民力量（PDP-Laban）
- 自由黨（LP）（執政黨）
- 民族主義人民聯盟
- 力量-全國基督教民主聯盟
- 爭取民主黨

## 家族政治

### 家族政治特征
尽管菲律宾的政治民主化进程已经推行了半个多世纪，但其民主却不尽人意，动荡与暴力总是挥之不去，这有违其「亚洲民主橱窗」之称谓。造成这一现象的重要原因之一就是菲律宾的家族政治，「每一个家族就是一个利益集团，这些集团盘根错节，掌握着地方选票，并与中央政府有着密切的联系，并拥有私人武装」。家族政治是菲律宾政治文化的重要特征，由来已久。菲律宾的家族成员自出生的那一天开始必须效忠于家族，这样才能从家族中取得保护和支持。数代的亲族聚集在一起形成一个核心，通过联姻和教父制度向外扩展，形成庞大的家族或集团势力。庞大的家族能令每个家族成员在困难的时候获得援助，在参选时获得更多的选票，从而增强了参政的基础保证。在家族制度下，家族成员得服从家族安排，为家族的荣耀和声望而努力。反过来，家族的地位和势力决定了他们自己的地位和势力。因而政治成为政治家族的「一种事业，一种运动，一种赌博」。这种家族政治文化折射在菲律宾政坛所呈现的图景便是，菲律宾国会成了望族子嗣的集中地；政治人物往往不忠于政党而忠于家族，在私情怂恿之下，政客们另投党派倒戈、反目的现象时有发生，政党的凝聚力很不稳定；由于宪法规定众议员任满三届不得连任，到期的议员便积极安排自己的亲属或政治盟友继续占据席位，以维持本家族的影响力；参议院更是充斥着贵族子弟；血缘和亲缘关系打造了菲律宾政坛；激烈的政治竞争和高昂的竞选经费，令普通菲律宾人通过参政保护和实现自身权益的希望非常渺茫。
家族政治的形成在菲律宾有着深远的历史渊源。在西班牙殖民者到来之前，菲律宾社会处于一种封建制与奴隶制的混合形态，巴朗盖是主要的政治实体。在巴朗盖社会，已经形成了以效忠、服务达图(Dau)(即首领、酋长)个人为核心的主人一依附民关系。在西班牙统治时期，菲岛的西班牙人数量始终不多，他们无法对广阔的乡村地区实行直接统治，只得将原先巴朗盖的酋长或首领任命为地方行政长官，通过后者进行间接统治(並把大量土地封賜給他們，即監護征賦制)。这些酋长或首领利用殖民者给予他们的政治特权，大肆掠夺土地等财富，从而成为特殊的权贵家族。
美国殖民者入主菲律宾后，开始将民主制度引入菲律宾。然而，初来乍到的美国人也得依赖当地上层来进行治理，因而将民主的门槛设得非常高，选举权被局限在原先的上层家族范围内，自然而然地上层家族也就掌控了地方政治权力。因此，民主制度的引进，使得原先的上层家族一跃而成「政治家族」。菲律宾独立后，虽然选举限制性条件越来越少，但政治家族或政治权贵把持权力的局面没有改变，只不过是殖民者让出的中央政权也变成了政治家族角逐的目标而已。&政治家族或家族集团凭借手中的经济和公共资源不断巩固家族根基，菲律宾政坛的角逐变成了家族之间的博弈。菲律宾独立后的15位总统中至少13位沾亲带故，国会议员大部分来自多个名门望族。从2007年的选举可以看出，众议员绝大多数来自政治家族或与其有密切关系，纯粹平民出身而当选的议员只有11人；参议院则全由「贵族」子弟所掌控。2010年选举的情况也是如此。2011年10月1日，《菲律宾星报》发表评论员文章《政治家族仍然掌控国会》，作者援引了亚洲管理政策中心研究院( Asian Institute of Management Policy center)的一份研究报告，报告显示，来自政治家族的议员代表着人均收入低、贫困程度高的地区；更重要的是越来越多的政治家族成员正在获得国会席位，1987年宪法规定的国家政策「保证均等获得公共服务机会，禁止法律界定的政治王朝」面临失败。该研究报告还指出:(1)2010年选出的第15届国会(众议院)议员中至少115席，也就是68%有亲戚是第12届、13届、14届和15届国会的&府的将领进行起诉和调查。2011年9月，以涉嫌贪污3.03亿比索为由，菲政府突然逮捕非军前审计官卡洛斯·加西亚少将，此人掌管菲军财政达10年之久。埃斯特拉达和阿罗约一手扶植起来的军界强人帕尔帕兰少将，也被菲政府提起「渎职」指控。

### 菲律宾主要的政治家族[3]

#### 阿基诺家族 The Aquinos
阿基诺家族的势力范围在打拉省。该家族的参政史可以追溯到西班牙时代。其祖上塞尔维拉诺·阿基诺在马洛洛斯议会里面任代表，正是该议会起草了菲律宾的第一部宪法。随着其第四代成员贝贝尼奥·阿基诺三世任菲律宾共和国第15任总统，阿基诺家族成员仍菲律宾政坛中掌控着重要职位。在2010年的大选中，阿基诺三世以1500多万票当选菲律宾第15任总统，毫无疑问成为当前阿基诺家族最出色的成员。

#### 许寰戈家族The Cojuangcos
许寰戈家族是打拉省有名的大地主。家族先祖迈利西奥(Melecio)于1907至1909年任打拉省第一选区的第一位代表。老何塞·迈利西奥的儿子，于1957年取回了颇具争议的路易西塔庄园。该家族的第三代科拉松·许寰戈与贝贝尼奥·阿基诺二世结婚，使得打拉省这两个最有权势的家族联结在一起，至今掌控着该省。自1961年至今，打拉省第一选区的众议院席位一直在许寰戈家族成员中流转。通过1986年的人民革命，通过科拉松·阿基诺，许寰戈家族的政治影响力达到了马拉卡南宫。

#### 馬可仕家族 The Marcoses
自1925年以来，馬可仕家族一直是北伊洛克省一股政治势力当年家族先祖马里亚诺·馬可仕担任该省第二选区的代表。从那时起，北伊洛克省的政治就成了馬可仕家族的事务，家族成员轮流在众议院和省政府任职。在家族成员費迪南德·馬可仕成为非律宾总统后，该家族在该省的声望更为显赫。迄今为止，强人費迪南德·馬可仕是菲律宾历史上任期最长的总统，自1965至1986年统治菲律宾，直到今天，费迪南和伊美黛的夫妻统治仍是热门话题，他们的儿子小費迪南德·馬可仕是现行菲律宾政坛中最显眼的馬可仕家族成员，更在2022年的選舉中奪得總統之位。

#### 马卡帕加尔-阿罗约家族 The Macapagal-Arroyos
这个来自邦板牙的家族，自其先祖迪奥斯达多1949年赢得了众议院议席之后，便开始了其参政史。他进而于1957至1961年担任菲律宾总统，他的女儿格洛丽亚·马卡帕加尔-阿罗约追随他的脚步，也于2001至2010年担任菲律宾总统。目前马卡帕加尔-阿罗约家族仍然主导着邦板牙的地方政治，也主导着南甘马鄰和西内格罗斯地区的政治

#### 比奈家族 The Binays
比奈家族将马加迪变成了他们的势力范围。这个家族于1986年打下了他们的政治根基，当时科拉松·阿基诺总统任命杰约马尔·比奈为马加迪市长。比奈自1986至1998年担任马加迪市长之后他做医生的妻子艾莉妮塔自1998至2001年继任市长。比奈又于2001至2010年担任马加迪市长，接着他的儿子杰约马尔·欧文继任。

#### 埃杰西多一埃斯特拉达家族 The Ejercito-Estradas
自电影明星约瑟夫·埃斯特拉达于1969年成为圣胡安市长，该市成为埃杰西多一埃斯特拉达家族的政治势力范围超过40年了。该家族在内湖省也有影响力，约瑟夫·埃斯特拉达的侄子埃杰西多三优是现任省长。这个政治家族于1998至2001年达到了其权力的顶峰，其时约瑟夫·埃斯特拉达任非律宾总统。尽管约瑟大·埃斯特拉达2010年再次参选总统失败，埃杰西多一埃斯特拉达家族还是在政府中占有一些最具有影响力的岗位。当今他的儿子欣似乎成了埃斯特拉达家族最显眼的成员。

#### 瑞维拉家族 The Revillas
瑞维拉家族证明，娱乐圈的光环在菲律宾政治中是宝贵的。该家族的从政肇始者、前动作明星老雷蒙于1992年开始让该家族涉足政治，他先前没有任何治理经验。他的儿子，演员小雷蒙，和他同名，也和他一样从政。小雷蒙于1998至2001年担任甲米地省省长，现为参议员；其妻拉妮(Lam)现为甲米地省第二选区的新科众议员；其兄埃德温现为甲米地省巴库尔( Bacoor)市长。

#### 卡耶塔诺家族 The Cayetanos
这个来自达义市的家族可以将参议院称为第二故乡了。该家族的从政先行者热纳托卡·耶塔诺1998至2003年担任参议员，之前还担任过两年众议员。他的孩子们跟随他的步伐从政，其中两位，即皮亚和艾伦·彼得为现任参议员。

#### 辛森家族 The Singsons
当从政先行者何塞·辛森1968年成为维甘市长，南伊洛克省的辛森家族开始了他们的从政历程。儿乎何塞所有的孩子都在政府任职，最显著的是现行南伊洛克省省长路易斯·辛森。路易斯的兄弟艾瓦瑞斯托于1987至1992年任南伊洛克省省长，他的姐妹「甜蜜女孩」担任过菲律宾福利彩票办公室主任，他的儿子罗纳德是现行南伊洛克省第一选区的众议员。

#### 安帕图安家族 The Ampatuans
1960年代安帕图安家族就开始在马京达瑙省有名了。当196年从政先行者老安达尔被任命为沙里夫·阿瓜克长官后，该家族的权势得到了进一步的保障。老安达尔后来担任了省长。这些年来，该家族缔结了诸多的政治盟友，以助于提升其政治资本。老安达尔的儿子塞尔第是前任穆斯林棉兰老自治区主席。尽管卷入了马京达瑙大屠杀，安帕图安家族还是维持了他们在马京达瑙的影响力。老安达尔的外甥西蒙·达图玛侬现为马京达瑙省第二选区的众议员。

## 教会与政治

### 历史[7]

#### 西属时期
天主教对菲律宾政洽的影响由来已久，具体地说，自传入的那一刻就已经开始了。因为在西班牙殖民者尚未到达菲律宾，还在美洲进行殖民征服的时候，就与西班牙天主教会在殖民征服与统治方式上存在分歧。西班牙人入主菲律宾之后，殖民当局实行的是政教合一政策，教会当局与行政当局联系非常紧密，均为殖民统治机构的一部分。所以在西班牙统治时期，天主教会对菲律宾政治的介入很深，突出表现在行政当局与教会当局的合作与冲突上。
按照西班牙的殖民制度体系，殖民当局的行政当局和教会当局分别作为国王和教皇的代表管理殖民地的世俗和教会事务，双方之间应是相互合作、相辅相成的关系。为了「国王的利益」和「上帝的利益」，双方在征服和天主教化菲律宾群岛方面进行了很好的合作，这是西班牙能够长期、有效维护其在菲律宾的殖民统治的重要原因。西班牙传教士一进入菲律宾，就全力投入宣传天主教义，皈化菲律宾人，同时又积极参与殖民当局的日常事务管理。另一方面，殖民行政当局也努力为教会的传教事业提供各种便利，并从财政上予以全面支持，时常请传教士参与行政事务的讨论和决策。由于菲律宾的西班牙人始终不多，人手不够，地方上的西班牙官员很少，这使得在地方上传教的西班牙传教土对地方行政事务的影响非常大，他们既是各种医疗及慈善团体的最高首领、教育和税务巡视员，也是市镇选举和各项公共事务的监督员。各城镇教区的神父实际上就是教会和政府的综合体，几乎掌握着地方的一切大权，是西班牙殖民统治最有效的捍卫者
然而，纵观西班牙在菲律宾的殖民史，有关殖民当局中行政当局和教会当局之间冲突的记载比比皆是，矛盾突出表现在大主教和总督之间。在殖民征服初期，德拉达神父和萨拉萨尔主教就与殖民行政当局不合。1572年，菲律宾的奥斯定会传教士一致决定派遣迭戈·赫雷拉前往马德里，向西班牙国王报告西班牙殖民者在菲律宾的种种不轨行为，提交了著名的「奥斯定会1573年备忘录」，其中详细描述了菲律宾居民的悲惨状况，请求国王另派总督来管理菲律宾，制止那些暴力行为。此次状告让西班牙国王撤消了拉维萨里斯的总督职务，改命桑德为非律宾的总督。1581年，马尼拉第一位主教萨拉萨尔到任，行政当局和教会当局争斗变得更加激烈。第二年，潜拉萨尔主教主持召开了非律宾历史上的第一次宗教会议，会议通过了一份抗议书，宣称要捍卫菲律宾人民的「天赋权利」。会后他派遣桑切斯神父回西班牙向国王汇报，建议在马尼拉设立最高法院。1590年，达斯马里纳斯任总督后不久也与萨拉萨尔主教发生了一系列争执，争论的中心就是教会和殖民政府双方各自的管辖范围和修会教士对地方民政的干预问题。达斯马里纳斯在写给国王的信中对教会进行了一系列控诉，声称他们没有什么政策不反对，没有什么事情不掺和，使菲律宾人民只知道有教区神父，不知道有国王，听令于神父而不听令于总督。
进入17世纪，菲律宾行政当局和教会当局的冲突仍不断发生。1606年，马尼拉的殖民官吏给西班牙国王写信，要求国王调查教会救土干预地方行政、滥收税款的事件。由于冲突激烈，1636年，塞巴斯提安·巫它度·德·科奎拉甚至派兵软禁并放逐了格罗雷大主教。然而，兼任墨西哥神圣查询法庭专员的奥斯定会士帕特尼纳利用萨尔塞多总督触犯大帆船贸易商人利益的机会，策动马尼拉商人、市议员、军官团和各修会联合行动，于1668年10月9日发动政变，逮捕了萨尔塞多总督，随后将其囚往墨西哥出庭答辩，结果致其在途中愤病交加而死。1683年，巴尔加斯总督速捕了帕尔多大主教，并将其放逐到林加延。但1684年得到复职的帕尔多立即对巴尔加斯处以「破门」罪，要求其每天身穿麻衣，头系绳索，手持蜡烛到教堂忏悔，方能获得赦免。1719年，时任总督布斯塔曼特获悉教会密谋要将其推酮后，抢先逮捕了大主教奎斯塔、各修会首领、神圣查询法庭官员等，然而教会人员起骚动、暴徒冲进了总餐官邸，总督父子均被杀。由于教会力越来越强大，1720年、西班牙王室宣布嗣后总督不能视事时大主教可代理其职务。到了西属后期、菲律宾天主教会和传教士对菲律宾战治的影响更是达到了顶峰，教区神父几乎在市政府的每一个部门都起着重要作用。

#### 美属时期
到了美属时期、殖民政府实行政教分离政策，菲律宾天主教对政治的影响大为削弱、「教会不但已经基本从政治中分离出来，甚至退出了社会主流，成为社会中平静的观众」。美属时期，非律宾殖民地战权的结构完全沿用宗主国—美国的模式，实行三权分立、作为菲律式传统政治力量的宗教势力基本上被排除在各级殖民政权之外。殖民地政府为了巩固统治，必须设法消除西班牙统治时期天主教会获取的种种政治和经济特权，因而采取了系列软硬兼施的政策。
首先、借助非律宾人和菲律宾的新教徒来排挤西班牙天主教势力。其次、借助罗马天主教会的威力迫使西班牙天主教会交出手中的权利。最后，在文化教育领域大力推行「美式」政策，以美国思想文化取代天主教在菲律宾人民宗教信仰中的传统地位。殖民政府的政策从各个方面剥夺了天主教会的特权，从根本上打击了天主教会势力，彻底扭转了西班牙时期菲律宾天主教会的强势局面。

### 菲律宾共和国时期
独立后，菲律宾仍然采取宗教信仰自由和政教分离原则，天主教会仍然没有直接参与政治的空间，但是美式民主的引入使其能够通过民众影响政治的运作。
尽管实行政教分离，但天主教会作为菲律宾社会的主要精神力量这一现实没有改变，各级神职人员变成了广大教徒的精神领袖。天主教神父在履行宗教职务的同时，积极引导和鼓励广大教徒从事各种社会活动，在活动中扮演领导角色。由于天主教在菲律宾的信徒众多，群众基础广泛，自然会对菲律宾政府的政策，特别是关乎民众日常生活和道德规范的政策，产生巨大影响，尤其是当政府的政策与基督教义发生冲突的时候。人口增长过快问题一直是关乎菲律宾社会和经济发展的重要问题，但菲律宾政府控制人口增长的企图却遭到了天主教会的反对。天主教会在生育问题上主张严格执行罗马教廷的戒律，即不准离婚，不得实行计划生育，不得堕胎。另外，在执行死刑的问题上，菲律宾天主教会遵循天主教义，一直予以反对，并通过民众和道德的力量向政府施压，这使得政府在死刑执行问题上政策反反复复。
菲律宾天主教会不仅影响政府的政策，还影响政洽活动，例如在选举时，通过发表支持或反对某位候选人的言论来影响选民的投票意向和投票热情；在社会秩序混乱的时候，承担一定的维持社会秩序的责任，直接参与政洽活动。1986年和2001年的人民力量革命，是现代菲律宾天主教会影响政洽的典型。

## 軍人与政治
1972年，军队宣布建立军事法庭，有权审理关于军队的案件和「其他案件」。由于「其他案件」的概念极其含糊，导致军事法庭不断扩大司法权。至1974年，军队共成立了20个军事法庭，审理了6092个案例。凡是军方认为属颠覆政权、暴乱、谋杀等案件的均由其审理。
马科斯时期实行军事管制，政府对军队的依赖性大为增强，使得军队干政、贪污腐败、见风使舵和朋党之风潜滋暗长，并成为传统。所以在1986年之后，虽然菲律宾重新走向民主化，但菲律宾的军人并没有轻易放弃对政治的影响或控制，政变或兵变是他们影响政治的重要手段。
在科拉松·阿基诺政府时期，前后发生了7次政变或兵变。1986年7月6日，阿基诺夫人上台后不到半年，大约380名军人和1500名马科斯的支持者拥护反对党领导人阿托洛·托伦蒂诺为「代总统」，此乃第一次政变，完全是一场闹剧。同年11月12日，传言国防部长恩里莱和前总统马科斯势力图谋政变，但被政府军及时制服。1987年1月27日，前军事学院院长苏梅尔准将等几位高级军官占领了电视台和空军司令部的一个基地，结果被政府军以武力平定。同年4月18日，一名少校发动了第四次政变，结果由于规模小而被迅速化解。同年8月28日，「军队改革运动」领导人霍纳桑上校率1350名军人发动了第五次流血政变。政变部队分乘坦克和装甲运兵车从北部的新恰诗夏省军营开到马尼拉，几乎攻下了总统府，并先后占领了武装部队的总参谋部和国防部所在的阿吉纳尔多军营以及多处战略要地，包括空军大本营比拉莫基地、4座电视台以及广播电台等。菲律宾全国至少有6个省的驻军倒向叛军。在菲律宾第二大城市宿务，叛军占领了机场、省政府和市政府大楼，并软禁了省长和市长。菲律宾政府军出动了飞机、大炮和坦克，并发射了空对地火箭等，才平息这场历时30个小时的军事政变。
1989年12月1日，马尼拉发生了第六次军事政变，也是迄今「规模最大，手段最狠，战斗最激烈，损失最惨重，后果最严重」的一次政变。前后参加这次政变的有8600人，政变军队不仅动用轻武器、重武器、卡车、坦克，而且还动用了飞机，不仅攻占了空军司令部所在地比利亚莫尔空军基地和陆军司令部所在地博尼法西奥军营，控制了两家电视台，并逼向总统府，还公然出动飞机轰炸了第9频道电视台、保安军司令部、武装部队总司令部和总统府。政变持续了9天，在前几天的战斗中就至少有95人被打死、250多人受伤。如果不是美国的干预，叛军在「青年军官联盟」领导人丹尼尔·林上校的指挥下，差点推翻了阿基诺政府。1990年10月4日，诺布尔营长在南部棉兰老地区发动第七次军事政变，妄图建立「棉兰老国」，结果失败。
2001年，阿罗约通过第二次人民力量革命上台后，有关推翻她的军事政变传闻不绝于耳。2003年7月27日，一批1995至1997年毕业于菲律宾军事学院的军官发动了兵变，结果在7月28日夜晚经谈判获得和平解决。2006年2月22日，菲律宾军方宣布挫败了一起企图推翻阿罗约政府的军事政变阴谋；2月24日早晨，军方再次宣布挫败另一起兵变阴谋。2月24日上午，总统阿罗约宣布菲律宾全国进入紧急状态，以应对不断出现的军事政变阴谋和声势浩大的反政府游行。2007年11月29日批因卷入2003年政变正在法庭受审的菲律宾前军人突然逃出法庭，迅速占据了附近一家豪华酒店，要求阿罗约下台。政府军随后采取武力强攻，逼迫政变军人走出酒店，结束了这场危机。

## 地方政府

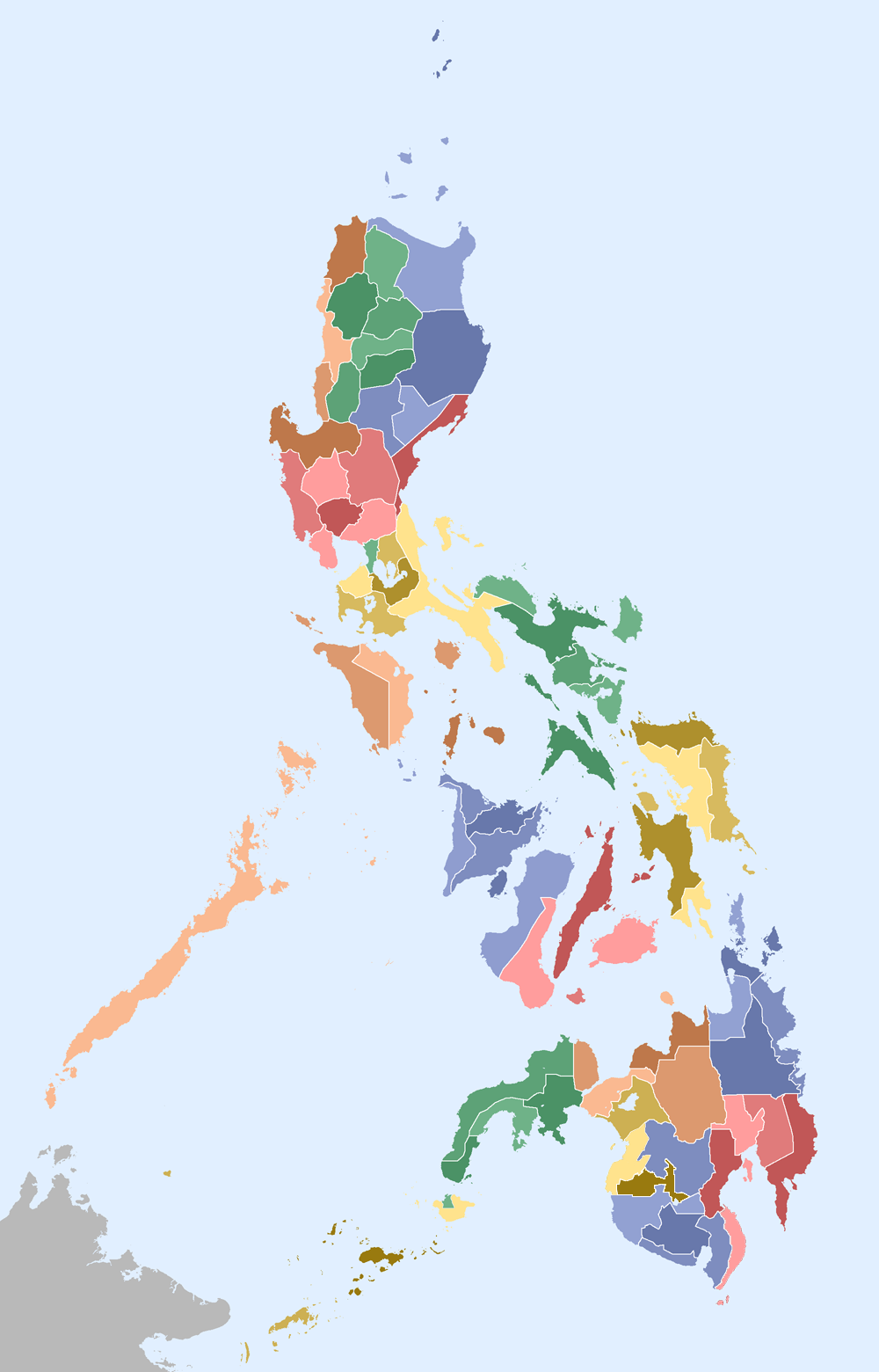
菲律宾细分为79个省，也可分作及各大区

菲律賓分為地方政府79個省，79個省又分別歸為17個地方。

## 國際關係
菲律宾是东南亚国家联盟(ASEAN)主要成员国，也是亚洲太平洋经济合作组织(APEC)的24成员国之一。1945年10月24日联合国建立时候，菲律宾也是其中参与国家。

## 新人民軍
新人民軍（英文：New People's Army）是菲律賓國內的叛亂武裝部隊，是菲律賓共產黨领导的的武装力量。由西松（José María Sison）於1969年成立。目前被新西兰、美國等国列為恐怖組織。

## 腐敗問題
菲律賓貪污腐敗問題嚴重，世界銀行曾估計該國每年因腐敗造成的損失達28億至43億美元。有政治經濟風險顧問公司在2007年評估亞洲13個國家和地區的腐敗問題，當中菲律賓被評為最腐敗。在2009年評估中，排名有所改善。

## 重要事件
- 人民力量革命 (1986年)
- 人民力量革命 (2001年)
- 2006年菲律賓政變
- 2010年馬尼拉人質事件